# Andrea Vavassori
Andrea Vavassori (n. 5 mai 1995, Torino, Italia) este un jucător italian de tenis. Cea mai bună clasare din carieră în clasamentul ATP la simplu este locul 128 mondial, în iunie 2023, iar la dublu locul 6 mondial, în octombrie 2024. Vavassori a câștigat nouă titluri ATP Tour și 16 titluri ATP Challenger la dublu. Împreună cu Sara Errani el a câștigat două titluri la dublu mixt la US Open 2024 și French Open 2025.